# Desmond Haynes
Desmond Leo Haynes (* 15. Februar 1956 in Saint James, Barbados) ist ein ehemaliger Cricketspieler aus Barbados, der für das Team der West Indies Cricket Team spielte und danach auch als Cricket-Coach arbeitete. Er wurde 1991 zum Wisden Cricketer des Jahres gewählt. Haynes und Gordon Greenidge bildeten in den 80er Jahren eine der dominantesten Test-Partnerships im West Indies Cricket Team. Sie erreichten gemeinsam 16-mal Century-Partnerschaften und viermal überschritten sie sogar die 200-er Marke. Gemeinsam machten sie insgesamt 6482 Runs in Test-Partnerships, der zweithöchste Wert für eine Batting Partnerschaft in der Geschichte des Test-Cricket. Haynes bevorzugte einen eher kalkulierten Zugang zum Batting. In 116 Tests erreichte er insgesamt 7487 Runs mit einem Durchschnitt von 42.29. Sein bestes Tests Innings waren 184 Runs (aus 395 Bällen) gegen England im Jahr 1984. Er ist einer von sehr wenigen Test-Batsman der durch die selten zur Anwendung kommende Regel handled the ball ausschied. Dies geschah im Match gegen Indien am 24. November 1983.
Gleich in seinem ersten ODI in Antigua erzielte er mit einem Score von 148 eine Century gegen Australien. Haynes hielt eine Reihe an ODI Rekorden, wie zum Beispiel „Meiste Runs“ und „Meiste Centuries“. Er war Teil des westindischen Teams das 1979 den Cricket World Cup gewann. Auch bei den World Cups 1983, 1987 und 1992 war er im Team. In seinen 25 World Cup Matches, erzielte Haynes 854 Runs (inkl. drei Fifties und eine Century).
Nach dem Ende seiner aktiven Karriere 1997 war Haynes unter anderem als Chairman of Selectors der Barbados Cricket Association, als Präsident des Carlton Cricket Club und als Secretary der West Indies Players Association tätig. Derzeit ist er der Direktor des West Indies Cricket Board.